# Rue Alphonse de Witte
La rue Alphonse de Witte est une rue bruxelloise de la commune d'Ixelles. Elle se situe à proximité de la place Flagey et des étangs d'Ixelles. S'y trouve, entre autres, la 2e division de la police d'Ixelles, ainsi que le tribunal de justice de paix d'Ixelles.